# La Font Gran (Taradell)
La Font Gran és una obra de Taradell (Osona) protegida com a Bé Cultural d'Interès Local.

## Descripció
Font de pedra adossada a un mur (4,5x2,7). El mur és orientat al NW i al centre hi ha una carcassa o mascaró de lleó a la boca del qual brolla l'aigua. L'expressió del rostre és severa, les celles enfilades cap amunt emmarquen els ulls que miren vers l'aigua, un dipòsit que discorre al llarg del mur amb brolladors. Està rodejada de teules de pedra i prop d'un antic torrent avui sec, a pocs metres un gran plataner d'un metre i mig de diàmetre. Malauradament avui les fonts han estat renovades i l'espai que les envolta cuida't. L'aigua es bomba a la població, bé que es deixa un raig permanent.

## Història
Font abans de Sant Genís o de Taradell. És possible que els primers pobladors del lloc es reunissin a redós de la deu. Els documents ja ne parlen el 1212 i els abeuradors consten el 1526. Els pairares la feien servir per blanquejar i rentar la llana i l'any 1723 s'hi va establir un tint. A mitjans del segle xviii els paraires van buscar un millor aprofitament del doll i va construir la font actual, tot i que el setial per posar els càntirs i galledes era més baix que l'actual.